# Јеста Дункер
Јеста Дункер (Сандвикен, 16. септембар 1905 — 5. јун 1973) био је фудбалер из Шведске који је учествовао на Светском првенству у фудбалу 1934 када је постигао један гол у утакмици против Немачке.
Дункер је већи део каријере провео у Сандвикену. У периоду од 1948. до 1950. био је тренер Еребра.